# Burkhard de Worms
Burkhard de Worms (c. 965, Worms - † 20 d'agost de 1025) fou bisbe de Worms al segle xi. És considerat sant per l'Església Catòlica, i se celebra el 20 d'agost.

## Vida
Probablement era d'origen belga, format a l'abadia de Lobbes. Fou nomenat el 1000 bisbe de Worms per l'emperador Otó III.
Per millorar la vida eclesiàstica del bisbat, que havia patit força amb les invasions hongareses, Burkhard redactà una sèrie de vint llibres de dret eclesiàstic, que es deia Decretum, entre els quals hi havia un reglament per a la cort episcopal. També va redactar un Corrector o Medicus que tractava sobre la bruixeria i que no fou editat en còpies posteriors. Burkhard menciona pòcimes abortives, impotència induïda màgicament i el mal d'ull com fets comprovats, però les pocions amoroses, la transformació en animals o el sexe amb dimonis ho considera com fantasies. Les dones voladores són mencionades com reals i dividides en diferents grups amb diferents característiques. Com a càstig per a bruixes i màgics proposa l'expulsió de la comunitat eclesiàstica i el desterrament, no mencionant, tanmateix, la crema a la foguera, pràctica que no s'estengué fins molt més tard. L'historiador francès Georges Duby menciona amb detall l'obra del bisbe al seu llibre Dones del segle XII publicat el 1996.